# Nelipčići
Nelipčići ali Nelipići, hrvaška srednjeveška plemiška rodbina.
Nelipčići izhajajo iz plemena Snačićev, enega od dvanajstih hrvaških plemen. Njihove posesti so se nahajale med rekama Krko in Cetino (utrdbe Knin, Sinj, Ključ, Nečven). Kot starodavna dediščina Nelipčićev se omenja tudi utrdba Kamičac na Krki. Nekaj časa so bili med najmočnejšimi plemiči na Hrvaškem.
Prvi Nelipčić (Neliptius), Nelipac I., se v virih omenja leta 1244, ob priložnosti sklepanja miru po dvoletni vojni med Trogirom in Splitom, v kateri je Nelipac I. sodeloval na strani Trogira. Njihovi zgodovini pa je mogoče povezano slediti šele od štirinajstega stoletja, ko se začenja njihov veliki vzpon. To je bil tudi čas, ko se je rodbina cepila na dve veji: kninsko in kljuško (po utrdbi Ključ pri Drnišu). Na čelu prve veje je bil vojvoda Nelipac II., druge pa njegov brat Isan.

## Kninska veja

### Nelipac II.
Nelipac II. (†1344) je najprej priznaval oblast Šubič-Bribirskih banov, na katerih dvoru je vršil pomembne službe in ki so mu zagotovili vojvodski naslov. Leta 1322 pa se je pridružil hrvaškim plemičem, ki so se uprli hrvaško-dalmatinskemu banu Mladenu II. in ga skupaj  s slavonskim banom Ivanom Babonićem premagali pri Blizni. Ko je neposredno po tej zmagi ogrsko-hrvaški kralj Karel I. začel uveljavljati na Hrvaškem svojo centralistično oblast, se je temu del hrvaškega plemstva pod vodstvom Nelipca II. uprl in iz Knina pregnal kraljevo posadko. Nelipac je prevzel oblast nad Kninom, ki je postal njegova rezidenca.
Vendar to ni bilo všeč drugim močnim knezom. Proti njemu so se združili knezi Bribirski in Krški, mesto Zadar in bosanski ban Stjepan II. Kotromanić. Na Nelipčevi strani so bili knezi Kurjakovići, knez Livna Juraj Mihovilović in mesti Trogir in Šibenik. V spopadu junija 1324 so slednji zmagali in ponovno poleti 1326 proti slavonskemu banu Mikcu Mihajloviću in Stjepanu II. Kotromaniću. Nelipac je postal najmočnejši plemič v južni Hrvaški, ki je do njegove smrti ostala zunaj dosega kraljeve oblasti. Nelipac je postal leta 1327 knez Splita.
Benečani so Nelipca podpirali, dokler je nasprotoval kralju. Ko pa je leta 1336 zavzel Ostrovico, rezidenco Pavla II. Bribirskega, so se ustrašili, da bo postal premočan, podprli Pavla in dosegli, da mu je Nelipac trdnjavo vrnil. Leta 1338 je Nelipac odbil še en  napad bosanskega bana na Knin.

### Ivan
Takoj po Nelipčevi smrti (1344) je mladi ogrsko-hrvaški kralj Ludvik I., ki je leta 1342 nasledil očeta, poslal vojsko pod poveljstvom slavonskega bana Nikole I. Banića nad Knin, ki ga je branila Nelipčeva vdova Vladislava (iz rodbine Kurjakovićev) z mladoletnim sinom Ivanom. Posadka mesta je bana odbila. Leta 1345 pa je prišel pred Knin s svojo vojsko Ludvik osebno in primoral Vadislavo k predaji. Nelipčićem je oprostil "dolgotrajno nezvestobo", jim odvzel mesta Knin, Počitelj, Srb, Ostrog in Unac, pustil pa jim je Sinj s cetinsko županijo, Brečevo s Kanjevačkim poljem in staro trdnjavo Kamičac ob Krki.
Dokumenti kasneje omenjajo Ivana (†1378/79) najpogosteje v povezavi z različnimi spori v Cetini in z njegovim ropanjem okolice Klisa, Splita, Trogira in Šibenika. V sporu med Ludvikom I. in Benečani je bil na strani Ludvika, ki ga je po zadrskem miru (1358) imenoval za "kneza Sane in Vrbasa". Ludvik mu je leta 1372 dal v zameno za nekatera druga mesta Novi na Neretvi in Imotski s kneštvom v delu Huma. Ivan je imel sina Ivaniša in hčer Jeleno, ki se je prvič poročila z vojvodo Hrvojo Vukčićem Hrvatićem in drugič z bosanskim kraljem Stjepanom Ostojo.

### Ivaniš
Ivaniš (†1434) je igral pomembno vlogo v političnem življenju Hrvaške: večkrat je bil knez Trogira, knez Šibenika in doživljenski knez Splita. Sam se je proglasil za bana Dalmacije in Hrvaške. V sporu za ogrsko-hrvaški prestol je najprej podpiral Ladislava Neapeljskega; leta 1406 pa je sklenil zvezo s  knezom Nikolo IV. Krškim, ki ga je pridobil za stran Sigismunda Luksemburškega. Leta 1411 je objavil zaroko med svojo hčerjo Katarino in Nikolovim sinom Ivanom VI. (Anžem). Po smrti Hrvoje Vukčića Hrvatića je dobil od svoje sestre Jelene Omiš in se je kasneje v dokumentih podpisoval tudi s knezom omiškim in ramskim. Ni imel moškega potomca. Ker je slutil, da bo Sigismund po njegovi smrti posegel po posestih Nelipčićev, je posinovil zeta in potem izposloval pri kralju dovoljenje, da sme prepustiti svoji hčeri dediščino rodbine, ker se je izčrpal "braneč kraljestvo pred Turki in Benečani". A kralj ni držal besede; po Ivanuševi smrti (1434) je poslal proti Ivanu VI. bana Matka Talovca z vojsko. Ivan VI. je v boju padel (1436), Sigismund pa je dediščino Nelipčićev podelil svojim pristašem; največji del je pripadel Talovcem.

## Kljuška veja
Isanova veja Nelipčićev je sprva živela v trdnjavi Ključ. Zaradi pritiska Benečanov je v prvi polovici 14. stoletja prenesla svoj sedež v Nečven.
Kneza Isana je leta 1335/36 nasledil sin Konstantin († pred 1375), ki je bil kaštelan v Skradinu in se je skupaj s stricem Nelipcem II. bojeval proti Benečanom in Bribircem.
Konstantinov sin, Nelipac III., tudi kaštelan v Skradinu, je bil zvest Sigismundov pristaš. 
Leta 1388 se je povezal s Splitom, Šibenikom in knezi Ugrinići ter se skupaj z njimi boril na Sigismundovi strani proti kralju Tvrtku I. in vranskemu priorju Ivanu Paližni. V virih se zadnjič omenja leta 1396.
V 15. stoletju so Nelipčići poznani tudi v srednjeveški Slavoniji; nekateri zgodovinarji jih povezujejo s kljuškimi Nelipčići.